# Équipe de Guinée féminine de volley-ball
L'équipe de Guinée de volley-ball féminin est l'équipe nationale qui représente la Guinée dans les compétitions internationales de volley-ball féminin. 
Les Guinéennes ont participé à trois phases finales de Championnat d'Afrique ; elles terminent sixièmes en 1976 et 1987 et quatrièmes en 1999.